# Copa del Rey de balonmano 2006

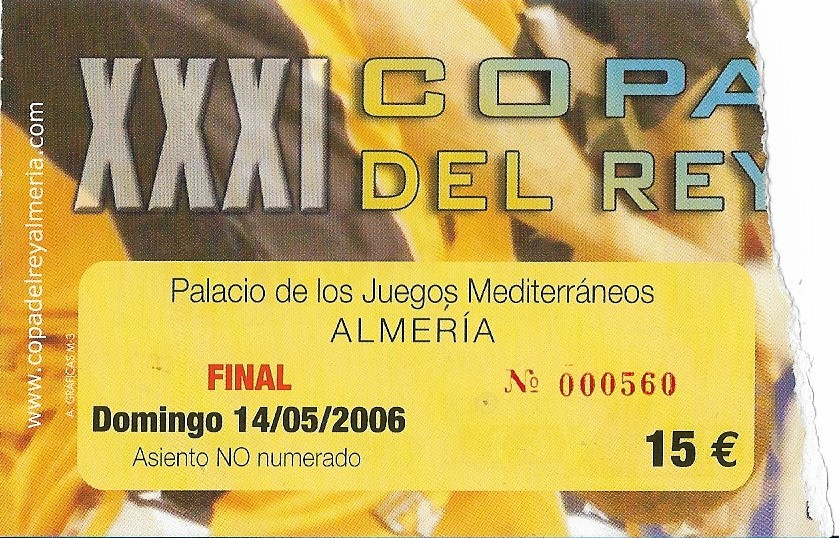
Entrada de la final

La Copa del Rey de balonmano 2006 fue un torneo celebrado del 10 al 14 de mayo del año 2006, en la ciudad de Almería como sede principal de la fase final, y Vera como subsede con partidos de los cuartos de final. 
El torneo fue disputado por los ocho mejores equipos de la Liga ASOBAL, al mitad de temporada, enfrentándose el primero con el octavo, segundo contra séptimo, tercero contra sexto y cuarto contra quinto.

## Resultados
El campeón fue el Vallalodid que derrotó en la final al BM Ciudad Real, por un apretado 35-30
|  | Cuartos de final          | Cuartos de final |                       |                           | Semifinales | Semifinales |  |                           | Final      | Final      |  |
|  | 10 y 11 de mayo           | 10 y 11 de mayo  |                       |                           | 13 de mayo  | 13 de mayo  |  |                           | 14 de mayo | 14 de mayo |  |
|  |                           |                  |                       |                           |             |             |  |                           |            |            |  |
|  |                           |                  |                       |                           |             |             |  |                           |            |            |  |
|  | Club Balonmano Valladolid | 36               |                       |                           |             |             |  |                           |            |            |  |
|  | Club Balonmano Valladolid | 36               |                       |                           |             |             |  |                           |            |            |  |
|  | Ademar León               | 32               |                       |                           |             |             |  |                           |            |            |  |
|  | Ademar León               | 32               |                       | Club Balonmano Valladolid | 31          |             |  |                           |            |            |  |
|  |                           |                  |                       | Club Balonmano Valladolid | 31          |             |  |                           |            |            |  |
|  |                           |                  | Futbol Club Barcelona | 29                        |             |             |  |                           |            |            |  |
|  | BM Granollers             | 25               | Futbol Club Barcelona | 29                        |             |             |  |                           |            |            |  |
|  | BM Granollers             | 25               |                       |                           |             |             |  |                           |            |            |  |
|  | Futbol Club Barcelona     | 27               |                       |                           |             |             |  |                           |            |            |  |
|  | Futbol Club Barcelona     | 27               |                       |                           |             |             |  | Club Balonmano Valladolid | 35         |            |  |
|  |                           |                  |                       |                           |             |             |  | Club Balonmano Valladolid | 35         |            |  |
|  |                           |                  | BM Ciudad Real        | 30                        |             |             |  |                           |            |            |  |
|  | Portland San Antonio      | 32               | BM Ciudad Real        | 30                        |             |             |  |                           |            |            |  |
|  | Portland San Antonio      | 32               |                       |                           |             |             |  |                           |            |            |  |
|  | BM Ciudad Real            | 35               |                       |                           |             |             |  |                           |            |            |  |
|  | BM Ciudad Real            | 35               |                       | BM Ciudad Real            | 35          |             |  |                           |            |            |  |
|  |                           |                  |                       | BM Ciudad Real            | 35          |             |  |                           |            |            |  |
|  |                           |                  | Balonmano Aragón      | 32                        |             |             |  |                           |            |            |  |
|  | Keymare Almería           | 31               | Balonmano Aragón      | 32                        |             |             |  |                           |            |            |  |
|  | Keymare Almería           | 31               |                       |                           |             |             |  |                           |            |            |  |
|  | Balonmano Aragón          | 34               |                       |                           |             |             |  |                           |            |            |  |
|  | Balonmano Aragón          | 34               |                       |                           |             |             |  |                           |            |            |  |
|  |                           |                  |                       |                           |             |             |  |                           |            |            |  |

| Castilla y León                              |
| Campeón Club Balonmano Valladolid 2.º título |